# Mátyusföld
Mátyusföld avagy Mátyus földe (szlovákul Matúšova zem, németül Mattesland) a történeti Pozsony és Komárom vármegyében a Csallóköztől északra, a Kis-Kárpátoktól, a Hegyalatt-tól keletre a Vágig terjedő sík vidéki terület élő népi neve, amely a Vízközt is magában foglalja. Egyes kutatók földrajzi meghatározását eltérően értelmezik.

## Nevének eredete
Mátyusföld magyarsága honfoglalás kori megtelepedésű. Nevét Csák Máté tartományúr itt fekvő birtokairól kapta. Az elnevezést eredetileg az egész birtoktestre értették. Oklevélben 1384-ben bukkan fel “terrae Mathei” néven. 1402-ben “comitatus de Mathywsfewlde”-ként szerepel. Istvánffy Miklósnál: „A Vág s Nyitra közt vagyon, és régi névvel Mátyusföldének hívattatik”. Veit Marchthaler Matgius feöldenek nevezi.

## A régió történelme
A török kiűzését követően a szlovák-magyar nyelvhatár a Kisalföld térségében a hegyek lábától (Nagyszombat–Nyitra–Léva vonalától) déli irányban mozdult el. Spontán népességmozgás és irányított telepítések hatására a Pozsonyi Hegyalján, s az ún. Nyitra-vidéken, Zsitva völgyében jelentős szlovák nyelvszigetek alakultak ki (például Nagysurány környékén), valamint nagy részben elszlávosítottak magyar és vegyes területeket is (például Ürmény, Komját). A nyelvhatár elmozdulása és a magyar nyelvterület szűkülése ellenére a magyarosodás is megfigyelhető (lásd családnévanyag egyes magyar községekben) a békés időszakokban (18. század - 20. század eleje) főként városi közegben, spontán, illetve hazafias egyházi és oktatási befolyás hatására. A dualizmus korában a magyarok növekedési rátája háromszorosa volt az országban élő nem-magyar népekének. A dualizmus idején a helyi adottságok miatt a gazdasági indíttatású kivándorlási hullám kisebb mértékű volt e vidékről.
A Mátyusföld magyarságának nagy részét érintette a második világháborút követő kitelepítés, lakosságcsere és a reszlovakizáció programja is.
A Mátyusföldön nagy kiterjedésű, évszázadok óta majorsági gazdálkodást folytató nagy uradalmak alakultak ki. Ezek ugyan korlátozták a fejlődést, azonban a kedvező értékesítési lehetőségek (Pozsony és a bortermelő városok közelsége) révén paraszti árutermelése az adott viszonyok közt élénk lehetett.
Aprófalvas településhálózatában jelentékeny mezővárosok alakultak ki (Szenc, Szered, Vágsellye). Paraszti műveltsége felderítetlen.
A tág értelemben vett Mátyusföldhöz a következő területek tartoznak:
– Szenci járás – a járás keleti része, a Dunasápújfalu, Magyarbél, Szenc, Pozsonyboldogfa vonaltól keletre, beleértve a felsorolt településeket,
– Galántai járás – a teljes járás, kivéve a korábban a Galgóci járáshoz tartozó Pusztakürt és Salgócska,
– Nagyszombati járás – Apaj, Majtény és Súr,
– Vágsellyei járás – a teljes járás.